# Women's National Basketball Association 2013
La Women's National Basketball Association 2013 è stata la diciassettesima edizione della lega professionistica statunitense.
Vi partecipavano dodici franchigie, divise in due conference. Al termine della stagione regolare (34 gare), le prime quattro di ogni raggruppamento si giocavano in semifinali e finali il titolo della conference; le due vincenti giocavano la finale WNBA.
Il titolo è stato conquistato per la seconda volta dalle Minnesota Lynx. La Most Valuable Player è stata Candace Parker delle Los Angeles Sparks.

## Stagione regolare

### Eastern Conference
|  |    | Classifica finale 2013 | Pt | G  | V  | P  | PtF | PtS |
|  | -- | ---------------------- | -- | -- | -- | -- | --- | --- |
|  | 1. | Chicago Sky            | -  | 34 | 24 | 10 | -   | -   |
|  | 2. | Atlanta Dream          | -  | 34 | 17 | 17 | -   | -   |
|  | 3. | Washington Mystics     | -  | 34 | 17 | 17 | -   | -   |
|  | 4. | Indiana Fever          | -  | 34 | 16 | 18 | -   | -   |
|  | 5. | New York Liberty       | -  | 34 | 11 | 23 | -   | -   |
|  | 6. | Connecticut Sun        | -  | 34 | 10 | 24 | -   | -   |

### Western Conference
|  |    | Classifica finale 2013   | Pt | G  | V  | P  | PtF | PtS |
|  | -- | ------------------------ | -- | -- | -- | -- | --- | --- |
|  | 1. | Minnesota Lynx           | -  | 34 | 26 | 8  | -   | -   |
|  | 2. | Los Angeles Sparks       | -  | 34 | 24 | 10 | -   | -   |
|  | 3. | Phoenix Mercury          | -  | 34 | 19 | 15 | -   | -   |
|  | 4. | Seattle Storm            | -  | 34 | 17 | 17 | -   | -   |
|  | 5. | San Antonio Silver Stars | -  | 34 | 12 | 22 | -   | -   |
|  | 6. | Tulsa Shock              | -  | 34 | 11 | 23 | -   | -   |

## Play-off
|  | Semifinali Conference | Semifinali Conference | Semifinali Conference | Semifinali Conference | Semifinali Conference |    |                | Finali Conference | Finali Conference | Finali Conference | Finali Conference | Finali Conference |  |  | Finali WNBA | Finali WNBA   | Finali WNBA | Finali WNBA | Finali WNBA | Finali WNBA | Finali WNBA |
|  |                       |                       |                       |                       |                       |    |                |                   |                   |                   |                   |                   |  |  |             |               |             |             |             |             |             |
|  | 1EC                   | Chicago Sky           | 72                    | 57                    |                       |    |                |                   |                   |                   |                   |                   |  |  |             |               |             |             |             |             |             |
|  | 4EC                   | Indiana Fever         | 85                    | 79                    |                       |    |                |                   |                   |                   |                   |                   |  |  |             |               |             |             |             |             |             |
|  | 4EC                   | Indiana Fever         | 85                    | 79                    |                       |    | Indiana Fever  | 79                | 53                |                   |                   |                   |  |  |             |               |             |             |             |             |             |
|  |                       |                       |                       |                       |                       |    | Indiana Fever  | 79                | 53                |                   |                   |                   |  |  |             |               |             |             |             |             |             |
|  |                       |                       | Atlanta Dream         | 84                    | 67                    |    |                |                   |                   |                   |                   |                   |  |  |             |               |             |             |             |             |             |
|  | 2EC                   | Atlanta Dream         | Atlanta Dream         | 84                    | 67                    | 56 | 63             | 80                |                   |                   |                   |                   |  |  |             |               |             |             |             |             |             |
|  | 2EC                   | Atlanta Dream         |                       |                       |                       | 56 | 63             | 80                |                   |                   |                   |                   |  |  |             |               |             |             |             |             |             |
|  | 3EC                   | Wash. Mystics         | 71                    | 45                    | 72                    |    |                |                   |                   |                   |                   |                   |  |  |             |               |             |             |             |             |             |
|  |                       |                       |                       |                       |                       |    |                |                   |                   |                   |                   |                   |  |  |             | Atlanta Dream | 59          | 63          | 77          |             |             |
|  |                       |                       |                       | Minnesota Lynx        | 84                    | 88 | 86             |                   |                   |                   |                   |                   |  |  |             |               |             |             |             |             |             |
|  | 1WC                   | Minnesota Lynx        | 80                    | 58                    |                       |    |                |                   |                   |                   |                   |                   |  |  |             |               |             |             |             |             |             |
|  | 4WC                   | Seattle Storm         | 64                    | 55                    |                       |    |                |                   |                   |                   |                   |                   |  |  |             |               |             |             |             |             |             |
|  | 4WC                   | Seattle Storm         | 64                    | 55                    |                       |    | Minnesota Lynx | 85                | 72                |                   |                   |                   |  |  |             |               |             |             |             |             |             |
|  |                       |                       |                       |                       |                       |    | Minnesota Lynx | 85                | 72                |                   |                   |                   |  |  |             |               |             |             |             |             |             |
|  |                       |                       | Phoenix Mercury       | 62                    | 65                    |    |                |                   |                   |                   |                   |                   |  |  |             |               |             |             |             |             |             |
|  | 2WC                   | L.A. Sparks           | Phoenix Mercury       | 62                    | 65                    | 75 | 82             | 77                |                   |                   |                   |                   |  |  |             |               |             |             |             |             |             |
|  | 2WC                   | L.A. Sparks           |                       |                       |                       | 75 | 82             | 77                |                   |                   |                   |                   |  |  |             |               |             |             |             |             |             |
|  | 3WC                   | Phoenix Mercury       | 86                    | 73                    | 78                    |    |                |                   |                   |                   |                   |                   |  |  |             |               |             |             |             |             |             |

## Vincitore
| Campione WNBA 2013         |
| -------------------------- |
| Minnesota Lynx (2º titolo) |

## Statistiche
| Categoria             | Giocatore         | Squadra                  | Stat |
| --------------------- | ----------------- | ------------------------ | ---- |
| Punti per gara        | Angel McCoughtry  | Atlanta Dream            | 21,5 |
| Rimbalzi per gara     | Sylvia Fowles     | Chicago Sky              | 11,5 |
| Assist per gara       | Danielle Robinson | San Antonio Silver Stars | 6,7  |
| Palle rubate per gara | Tamika Catchings  | Indiana Fever            | 2,8  |
| Stoppate per gara     | Brittney Griner   | Phoenix Mercury          | 3,0  |
| FG%                   | Sylvia Fowles     | Chicago Sky              | 58,6 |
| FT%                   | Elena Delle Donne | Chicago Sky              | 92,9 |
| 3FG%                  | Maya Moore        | Minnesota Lynx           | 45,3 |

## Premi WNBA
- WNBA Most Valuable Player: Candace Parker, Los Angeles Sparks
- WNBA Defensive Player of the Year: Sylvia Fowles, Chicago Sky
- WNBA Coach of the Year: Mike Thibault, Washington Mystics
- WNBA Rookie of the Year: Elena Delle Donne, Chicago Sky
- WNBA Most Improved Player: Shavonte Zellous, Indiana Fever
- WNBA Sixth Woman of the Year: Sylvia Fowles, Chicago Sky
- WNBA Finals Most Valuable Player: Maya Moore, Minnesota Lynx
- All-WNBA First Team:
  - Maya Moore, Minnesota Lynx
  - Candace Parker, Los Angeles Sparks
  - Sylvia Fowles, Chicago Sky
  - Diana Taurasi, Phoenix Mercury
  - Lindsay Whalen, Minnesota Lynx
- All-WNBA Second Team:
  - Tamika Catchings, Indiana Fever
  - Elena Delle Donne, Chicago Sky
  - Tina Charles, Connecticut Sun
  - Seimone Augustus, Minnesota Lynx
  - Angel McCoughtry, Atlanta Dream
- WNBA All-Defensive First Team:
  - Tamika Catchings, Indiana Fever
  - Angel McCoughtry, Atlanta Dream
  - Sylvia Fowles, Chicago Sky
  - Armintie Price, Atlanta Dream
  - Tanisha Wright, Seattle Storm
- WNBA All-Defensive Second Team:
  - Rebekkah Brunson, Minnesota Lynx
  - Glory Johnson, Tulsa Shock
  - Érika de Souza, Atlanta Dream
  - Briann January, Indiana Fever
  - Jia Perkins, San Antonio Silver Stars
  - Danielle Robinson, San Antonio Silver Stars
- WNBA All-Rookie First Team:
  - Elena Delle Donne, Chicago Sky
  - Kelsey Bone, New York Liberty
  - Brittney Griner, Phoenix Mercury
  - Alex Bentley, Atlanta Dream
  - Skylar Diggins, Tulsa Shock